# William Bersani
William Bersani da Costa (Santo André, 2 de julho de 1984) é um voleibolista indoor brasileiro, atuante na posição de Ponta e Líbero com vasta experiência em clubes de voleibol nacional e internacional,por estes conquistou a medalha de ouro na Copa CEV 2014 na França e participou  da Copa CEV 2007-08 e na edição de 2008-09, além de disputar a Liga dos Campeões da Europa de 2014.Também serviu as categorias de base da Seleção Brasileira.

## Carreira
William nasceu na cidade de Santo André e criado no  Parque Rodrigo Barreto em Arujá, e foi na Escola Professor Esli Garcia Diniz onde foi aconselhado a parar de praticar o futebol e voltar suas atenções para o voleibol devido a sua boa estatura.Jogou nas categorias de base do Pinheiros na temporada1999-00 e também  pelo Objetivo/ Carrefour/ Sorocaba na jornada 2000-01.Em 2002 disputou pelo Johnson Clube/Sundown/SJC o Campeonato Paulista de 2002, na posição de ponteiro.Em seguida foi atleta do Vila São José/São Caetano .
Atuou  pelo Shopping ABC/Santo André e por este  atuou  na conquista do vice-campeonato dos Jogos Abertos do Interior , realizados em Santos, conquistou o ouro nos Jogos Regionais em Caieiras e o bronze na Liga Nacional, ambos resultados em 2003.
Em 2003 foi convocado para Seleção Brasileira pelo técnico Marcos Lerbach, quando participou dos treinamentos visando a preparação para o Campeonato Mundial Juvenil no Irã.Participou pela primeira vez da  Superliga Brasileira A 2003-04, quando por esta equipe encerrou em oitavo lugar, registrando 2 pontos, 1 de ataque e outro de saque.
Na jornada seguinte atuou pelo Shopping ABC/São Caetano quando o representou no Campeonato Paulista de 2004, competiu por este clube na Liga Nacional de 2004, encerrando na quarta colocação e  também contribuiu com 53 pontos, destes 45 foram de ataques, 6 de bloqueios e 2 de saques na Superliga Brasileira A 2004-05 encerrando na nona colocação ao final desta edição .
Transferiu-se para o Wizard/Campinas quando atuou como Líbero  no período esportivo 2005-06  e por esta equipe foi bronze na Liga Nacional 2005, bronze na Copa São Paulo de 2005 e no mesmo ano quinto lugar no Campeonato Paulista e disputou por este clube a Superliga Brasileira A correspondente encerrando na sétima colocação.
Disputou as competições da temporada 2006-07 pelo Ingá /Álvares /Vitória , exerceu a função de Líbero na correspondente Superliga Brasileira A quando alcançou nesta  edição o décimo terceiro lugar e figurou na oitava posição entre os atletas com regularidade no fundamento de recepção.Na temporada 2007-08 passa atuar no voleibol espanhol, ocasião que defendeu o Arona Tenerife Sur alcançou o bronze na referente Superliga Espanhola A.Por este clube pela primeira vez disputar a Copa CEV 2007-08, ocasião que avançou até as oitavas de final.
Renovou com o Tenerife Sur para as competições seguintes, e por este obteve a sexta colocação na Superliga Espanhola A 2008-09, competiu  na edição da Copa CEV 2008-09, quando avançou até as décimas-sextas de final.
Transferiu-se para o voleibol francês e defendeu o Narbonne Volley Club  onde encerrou na décima quinta posição na Liga A Francesa 2009-10 e marcou 215 pontos de ataques, 40 de bloqueios e 21 de saques, com eficiência de 60,46% na recepção e 21,09% na defesa, participando de 30 jogos, com o rebaixamento da equipe renovou para próxima temporada  e disputou a Liga B Francesa 2010-11 e conquistou o vice-campeonato nesta edição participou de 24 jogos, marcando 35 pontos de ataques, 5 de bloqueios e 3 de saques, com eficiência de 59,27% na recepção e 28,75% na defesa.
Em sua terceira temporada pelo Narbonne Volley Club disputou a Liga A Francesa 2011-12 encerrando na décima primeira colocação  participando por este de 24 jogos, marcando 32 pontos de taques, 4 de bloqueios e 5 de saques, com aproveitamento de 55,61% na recepção e 30,68% na defesa.Continuou no voleibol frances, desta vez defendendo o Asnières Volley 92 que disputou a Liga B francesa 2012-13 conquistando o vice-campeonato, participando de 18 jogos, registrando 192 pontos de ataques, 17 pontos de bloqueios e 17 de saques, eleito o Melhor Ponteiro da competição.
William foi contratado pelo  Paris Volley na jornada esportiva 2013-14, sendo vice-campeão da Liga A Francesa correspondente participando de 21 jogos, registrando 47 pontos de ataques, 7 de bloqueios e 5 de saques e também foi vice-campeão da Copa da França nesta temporada. Disputou sua terceira edição da Copa CEV em 2014 por este clube e sagrou-se campeão da edição cuja final foi em Paris, também disputou nesse ano a edição da Liga dos Campeões da Europa, encerrando na décima quinta posição.
Contratado para reforçar o Nice Volley Ball na temporada 2014-15, e disputara a Liga B Francesa nesta temporada.

## Títulos e Resultados
- 2014-15º lugar da  Liga dos Campeões da Europa[28]
- 2013-14-Vice-campeão da Copa da França
- 2013-14-Vice-campeão da Liga A Francesa[1][25]
- 2012-13-Vice-campeão da Liga B Francesa[24]
- 2011-12-11º lugar da Liga A Francesa [23]
- 2010-11-Vice-campeão da Liga B Francesa[22]
- 2009-10-16º lugar da Liga A Francesa [20]
- 2008-09-6º lugar da Superliga Espanhola A[17]
- 2007-08-3º lugar da Superliga Espanhola A[14]
- 2006-07-13º lugar da Superliga Brasileira A[7]
- 2005-06-7º lugar da Superliga Brasileira A[7]
- 2005-3º lugar da Liga Nacional[2]
- 2005-5º lugar da Campeonato Paulista[2]
- 2005-3º lugar da Copa São Paulo[2]
- 2004-05-9º lugar da Superliga Brasileira A[7]
- 2003-4º lugar da Liga Nacional [8]
- 2003-04-8º lugar da Superliga Brasileira A[7]
- 2003-3º lugar da Liga Nacional[5]
- 2003-Campeão dos  Jogos Regionais de Caieiras [5]
- 2003-Vice-campeão dos Jogos Abertos de Santos[4]

## Premiações Individuais
- Melhor Ponteiro da Liga B Francesa de 2012-13[1]
- 8º Melhor Receptor da Superliga Brasileira A de 2006-07[2]

## Ligações Externas
- Proiil Bersani William (fr)[ligação inativa]
- Profile William Bersani da Costa (en)